# 查科省
查科省（Chaco）為南美國家阿根廷二十三省之一，位於阿根廷北部，首府為雷西斯滕西亚（Resistencia）。